# Marian Daszyk
Marian Józef Daszyk (Jurowce; 9 de Maio de 1961 — ) é um político da Polónia. Ele foi eleito para a Sejm em 25 de Setembro de 2005 com 8276 votos em 22 no distrito de Krosno, candidato pelas listas do partido Liga Polskich Rodzin.